# 京王電鉄バス桜ヶ丘営業所
京王電鉄バス桜ヶ丘営業所（けいおうでんてつバスさくらがおかえいぎょうしょ）は、東京都日野市落川にある京王電鉄バスの営業所。当所を表す社内識別記号は「S」で、最寄りバス停留所は「桜ヶ丘車庫」である。
本項では、同一敷地内に併設された京王電鉄バスの子会社の京王バス株式会社の営業所である京王バス桜ヶ丘営業所（けいおうバスさくらがおかえいぎょうしょ）についても述べる。

## 概要
JRの中央線・南武線・武蔵野線・京王線・京王相模原線・小田急多摩線・多摩モノレール線の地区、日野市・多摩市を主な営業区域とし、主要ターミナルは聖蹟桜ヶ丘駅、高幡不動駅である。八王子市・府中市・国立市へ乗り入れる路線もあり、一部路線は立川市へも乗り入れる。京王で初のコミュニティバスとなった日野市ミニバスの運行も受託している。なお、聖蹟桜ヶ丘駅前には京王電鉄の本社もあり、京王グループの中心地となっている。
2019年から敷地内に京王電鉄バスの地域子会社である京王バス（開設当時は京王バス中央）の桜ヶ丘営業所が併設されている。同じ建物を事務所として使用しており、京王電鉄バスが2階、京王バスが1階に入居している。

## 沿革
- 1964年5月16日 - 京王帝都電鉄府中営業所桜ヶ丘支所を開設。
- 1983年7月 - 桜ヶ丘営業所多摩車庫を開設。
- 1984年4月2日 - 営業所を多摩車庫に移転、多摩営業所桜ヶ丘車庫となる。
- 2001年3月 - 桜ヶ丘支所となる。
- 2002年
  - 2月1日 - 京王電鉄のバス部門分社化のため、京王電鉄バスを設立。
  - 8月1日 - 京王電鉄バス営業開始に伴い、京王電鉄バス桜ヶ丘営業所となる。
- 2007年8月5日 - PASMOを導入。
- 2019年11月16日 - 同じ敷地内に京王バス中央・桜ヶ丘営業所を開設。京王電鉄バス桜ヶ丘営業所と京王バス中央・府中営業所及び京王バス南・多摩営業所との間で一部の路線が移管される。
- 2020年10月1日 - 京王バス東・京王バス中央・京王バス南の3社が合併し、京王バス（2代）が発足した事により、京王バス中央の営業所は京王バスの営業所となる。

## 京王電鉄バス桜ヶ丘営業所の路線

### 愛宕団地線
- 桜72：聖蹟桜ヶ丘駅 - 一の宮 - 東寺方 - 愛宕東 - 愛宕団地 - 鹿島 - 多摩センター駅
- 桜72：鹿島 → 愛宕団地 → 愛宕東 → 東寺方 → 一の宮 → 聖蹟桜ヶ丘駅（平日早朝2便のみ運行）
- 桜72：愛宕東 → 愛宕団地 → 鹿島 → 多摩センター駅（平日早朝1便のみ運行）
- 桜72：多摩センター駅 → 鹿島 → 愛宕団地 → 愛宕東 → 東寺方 → 一の宮（多摩センター駅発夜間のみ運行）
- 桜73：聖蹟桜ヶ丘駅 - 一の宮 - 東寺方 - 愛宕東 - 愛宕団地 - 鹿島 - 多摩センター駅 - 多摩南部地域病院

聖蹟桜ヶ丘駅と多摩センター駅を、多摩ニュータウン愛宕団地経由で結ぶ路線。日中から夕方にかけて、ほぼ全便が多摩南部地域病院まで運行される。聖蹟桜ヶ丘駅を出ると、川崎街道を西へ進み、一の宮交差点を左折、宝蔵橋交差点で左折して都道157号線の支線に入る。東寺方三丁目のみで桜92と並行しすぐ交差点を右折し分かれ、桜62より北側の道を平行するように進み、八王子市内の鹿島団地を経由して多摩センター駅へ至る。当営業所の路線としては、主力路線である。以前は多摩営業所が担当していたが、2011年2月に桜ヶ丘営業所へ移管された。

### 東電線
- 桜81：聖蹟桜ヶ丘駅 → 一の宮 → 東京電力総合研修センター
- 急行：聖蹟桜ヶ丘駅 -（直通）- 東京電力総合研修センター

東京電力総合研修センターへの通勤路線で、平日の朝夕のみ運行される。2009年に急行系統を新設した。聖蹟桜ヶ丘駅発の便は、宝蔵橋手前でUターンする。

### 桜帝京線
- 桜87：聖蹟桜ヶ丘駅 - 一の宮 - 和田 - 帝京大学北 - 百草団地南 - 帝京大学構内

聖蹟桜ヶ丘駅から帝京大学北までは、後述の高22・高27と同一経路。桜87は高22・高27とともに聖蹟桜ヶ丘駅から百草団地への輸送を担う。

### 動物園線
- 高11：高幡不動駅 - 下程久保 - 多摩動物公園駅

かつては高12として高幡不動駅 - 多摩テック間を運行していた。多摩テック閉園に伴い、2009年10月4日に運行区間を短縮して系統番号も変更された。運行も当初は休日1往復のみだったが、2010年4月4日から土曜1往復のみに変更された。

### 百草団地線
- 高21：高幡不動駅 - 高幡台団地 - 百草団地（平日は深夜バスあり）
- 高22：高幡不動駅 - 高幡台団地 - 百草団地 - 帝京大学北 - 和田 - 一の宮 - 聖蹟桜ヶ丘駅（8時 - 17時台運行）
- 高23：高幡不動駅 - 高幡台団地 - 百草団地入口 - 百草団地南 - 帝京大学構内
- 高25：高幡不動駅 → 高幡台団地 → 百草団地 → 百草園住宅 → 三沢台下（平日・土曜の夜間のみ。深夜バスあり）
- 高27：高幡不動駅 - 高幡台団地 - 百草団地入口 - 帝京大学北 - 和田 - 一の宮 - 聖蹟桜ヶ丘駅（7時台までと18時台以降運行）

高幡不動駅から高幡台団地・百草団地を経由する路線。京王バスとの共管。
2006年4月3日、それまで2箇所に分かれていた百草団地停留所のうち、市道沿いにある停留所を「百草団地入口」と改称、団地内にある折返場（高21・高22が使用）を従来通り「百草団地」停留所とした。高23・高27は百草団地内の折返場に入らない。
2012年4月、百草団地 ‐ 帝京大学北間に「中和田通り」停留所が新設されたが、同年8月に休止されている。休止の原因については不明であるものの、新設後わずか4か月で休止された。
主力は高23で､高幡不動駅から日本住宅公団（現・都市再生機構）の大規模団地である高幡台団地を経由し、帝京大学と結ぶ路線。団地が高台に位置することから、団地住民など学生以外の一般客の利用も多い。他路線と違い前乗り前払いであったが、2018年3月19日から他路線と同様の後乗り後払いに変更された。
高22・高27は、百草団地から先は聖蹟桜ヶ丘駅まで向かう。日中は高22、朝夕は高27で運行される。高21は朝と夕方以降の運行で、日中は高22・高23に統一されている。
高25は平日と土曜の夜間のみの運行で､平日は深夜バスの運行も有る。高25が運行されない時間帯は、三沢台下付近は日野市ミバス三沢台路線が運行する。
2019年11月16日から、京王バス中央・桜ヶ丘営業所（当時）との共管となっているが、2023年11月16日から直行便は全て京王バス桜ヶ丘営業所での運行に完全移管されている。

### 上田線
- 高32：モノレール北（高幡不動駅入口） - 万願寺駅 - 税務署前 - 上田 - 神明二丁目 - 消防署前 - 日野駅

2006年4月3日に新設。2007年10月16日に経路変更が実施された。2010年代には1日2往復のみの運行であったが、2016年3月28日のダイヤ改正で土曜1往復のみの運行となった。元々は後述の分53の区間便として新設され、運行開始当初は分53が朝、高32が日中となっていたが、利用客が伸びず、現在は免許維持路線となっている｡

### 日野線
- 日01：日野駅 - 日野本町 - エプソン前 - 高幡橋 - 高幡不動駅
- 日02：日野駅 - 日野市役所 - エプソン前 - 高幡橋 - 高幡不動駅
- 日03：日野駅 - 日野市役所東 - エプソン前 - 高幡橋 - 高幡不動駅

日野駅と高幡不動駅を結ぶ日野市内を運行する路線。日01は平日の朝上下各4本・夕方の高幡不動駅発1本と、土休日の朝上下各1本のみの運行。日02は日中、日03は早朝と夕方以降の運行。日中は約12分おきの運行。京王バスとの共管。
以前は日01の方が運行回数が多く、現在の日02・03とほぼ同じ本数が運行され、日03は日中のみ1時間に1本マイクロバスでの運行、土休日は3本程度であった。後に日産のJPが導入されてからはマイクロバスでの運行は無くなった｡
2014年には沿線にあった実践女子短期大学が渋谷区へ移転したことに伴い、同年4月14日に停留所名が「実践女子短大」から「日野市役所東」に変更された。それに併せて日中のルート見直しが実施され、日野駅・高幡不動駅発8時台から17時台までの便は「日野市役所東」を経由せず、迂回して市役所正面玄関前の「日野市役所」停留所（日野市ミニバス路線にて既設）を通るルートを設定して、2代目となる「日02」系統として運行を開始した（初代の日02系統は多摩営業所時代に存在し、日野市役所と泉塚を経由し、多摩平緑地通りから豊田駅へと結んでいた）。これに伴い、日03は早朝と夕方以降のみの運行となった。
2020年10月1日から、京王バス・桜ヶ丘営業所との共管となっている。
2024年7月29日のダイヤ改正にて減便が行われ、同時に日01,日03系統は京王バス桜ヶ丘営業所に移管された。

### 日野台線
- 日04：日野駅 - 日野第三小学校 - 緑ヶ丘 - 石川町 - 日野台五丁目 - 日野台 -  市立病院入口 - イオンモール多摩平の森 - 豊田駅北口

元は日野市ミニバス日野台路線として運行されていた。当初は8時 - 17時台に40分間隔でマイクロバスが運用に就いていたが、日産RNが導入されて以降、始発は7時台、最終便は20時台となり､運行間隔も20分ヘッドとなった｡
2010年8月8日付で一般路線に変更され、同時に八王子営業所に移管された。その後、2017年4月1日のダイヤ改正で一部便が再度桜ヶ丘営業所に移管され共管となった。
八王子担当分は中型車や大型車が運行されるが、桜ヶ丘担当分は中型車のほか中型長尺車が充当されることがある。経路上は全区間で大型車の通行は可能である。当営業所の管轄路線としては最も北を走り、僅かだが石川町付近で八王子市にも乗り入れている。
2023年4月1日ダイヤ改正で新設された日05に一部置き換わる形で減便され、朝ラッシュ時は毎時3本、日中は1時間ヘッド、夕ラッシュ時は毎時2本の運行となったが、日05と経路が共通する区間は、併せて朝ラッシュ時毎時4本、日中は毎時2本、夕ラッシュ時は実質毎時3本の運行となった。運行時間は6時台 - 21時台の間となっている。

### 多摩平線
- 日05：日野駅 - 日野第三小学校 - 緑ヶ丘 - 日野台五丁目 - 日野台（日野駅方面は通過） - 日野自動車前 - 泉塚 - 多摩平の森 - 豊田駅北口

日野駅と豊田駅北口を、日本住宅公団多摩平団地の再開発地域「多摩平の森」を経由して結ぶ路線。
2023年4月1日のダイヤ改正で、八王子営業所が運行していた日11の代替となる形で新設。八王子営業所との共管となっている。
豊田駅から多摩平の森を通り、日野自動車前に出るまでは日11と同じであるが、日野台三丁目交差点を左折して八王子方面に向かい、日野台交差点で右折して日04と同じ経路を通る。
大型車で運行する場合もある。
なお、系統番号の「日05」は、現在の日野市ミニバス「旭が丘路線」に使われていた（アルファベット化に伴って重複はない）。
日野駅バス停では、立65および立66（桜ヶ丘営業所）も同じバス停を発着する。

### 出入庫系統
- 高31：高幡不動駅 - 百草園駅 - 桜ヶ丘車庫
- 桜99：桜ヶ丘車庫 → 一の宮ストア → 聖蹟桜ヶ丘駅

高31は桜ヶ丘車庫と高幡不動駅との出入庫便、桜ヶ丘車庫 - 聖蹟桜ヶ丘駅間も運行されていた。現在は分割され桜99となっている。
平日1.5往復、土曜0.5往復、日祝日1往復のみ設定されていたが、2024年8月1日のダイヤ改正で高31は桜ヶ丘車庫行きは土曜1本
聖蹟桜ヶ丘駅方面は休日1本に削減された。
桜99は桜ヶ丘車庫から聖蹟桜ヶ丘駅への出庫便。平日早朝の聖蹟桜ヶ丘駅方向1本のみ設定されている。

## 京王バス桜ヶ丘営業所の路線

### 桜帝京線
- 直行：聖蹟桜ヶ丘駅 - 帝京大学構内
- 直行：聖蹟桜ヶ丘駅 - 帝京大学小学校

聖蹟桜ヶ丘駅から帝京大学八王子キャンパス、帝京大学小学校へ向かう（直行便は平日のみ）。

桜87直行便は、2023年11月16日のダイヤ改正で、京王電鉄バス桜ヶ丘営業所より移管。これにより、京王バス桜ヶ丘営業所が大半を担う事になった。桜87の直行便以外は京王電鉄バス・桜ヶ丘営業所が運行。

### 百草団地線
- 直行：高幡不動駅 - 帝京大学構内
- 直行：高幡不動駅 - 帝京大学小学校

高23直行便も、2023年11月16日のダイヤ改正で、京王電鉄バス桜ヶ丘営業所より移管。これにより帝京大学直行便は全て京王バスの営業所へ完全移管した。直行便以外は京王電鉄バス・桜ヶ丘営業所との共管。

### 府中四谷橋線
- 国18：国立駅 - 桐朋学園 - 谷保駅 - 谷保天神 - 府中西高校入口 - 日新町二丁目 - 稲荷神社 - 府中四谷橋北 - 一の宮ストア - 聖蹟桜ヶ丘駅
- 国18：日新町二丁目- 稲荷神社 - 府中四谷橋北 - 一の宮ストア - 聖蹟桜ヶ丘駅（聖蹟桜ヶ丘駅方向は平日早朝2本と土曜早朝1本のみ、日新町二丁目方向は平日夜1本のみ運行）
- 桜18：聖蹟桜ヶ丘駅 → 一の宮ストア → 府中四谷橋北 → 稲荷神社 → 日新町二丁目 → 都営泉二丁目（平日夜1本のみ運行）
- 桜19：聖蹟桜ヶ丘駅 - 一の宮ストア - 府中四谷橋北 - デュオヒルズ前 - 三屋 - 都営泉二丁目

国18は聖蹟桜ヶ丘駅を出ると、川崎街道を西へ進み一の宮交差点を右折、京王線の踏切を渡る形で、府中四谷橋や日野バイパスと東京都道256号八王子国立線を経由して国立駅へ向かう。元は桜ヶ丘営業所の所管であったが、2016年5月16日より府中営業所との共管に変更され、同年8月8日に完全に移管されたが、2018年4月16日に桜ヶ丘営業所に再移管された。
桜18は国18の折返しで、2022年現在、平日は朝の2往復と、夜間の終バスの都営泉二丁目方向片道1本のみ、土曜日は朝の聖蹟桜ヶ丘駅方向1本のみの運行となる。青果市場東交差点を左折し、中02・桜08・桜19などとは別の経路で都営泉二丁目へ至る。
桜19は、2017年4月17日に新設。中02（後述）の一部を置き換えている。2018年4月16日に府中営業所から移管された。日中のみ45分に1本程度の運行で本数は少ない。当営業所の路線としては、主力路線である｡
2019年11月16日、京王バス中央・桜ヶ丘営業所（当時）に再移管された。
2021年4月19日のダイヤ改正で日新町二丁目止まりの区間便が新設された。
2022年9月7日、一の宮付近の踏切通行止に伴い国18・桜19の多くは都道157号の本支線及び野猿街道への迂回運行した。
2024年7月29日のダイヤ改正で公会堂前(日新町)発は廃止された。

### 四谷線
- 桜08：都営泉二丁目 → デュオヒルズ前 → 稲荷神社 → 四谷新道 → 中河原駅 → 聖蹟桜ヶ丘駅（土休日朝1本のみ運行）
- 中02：中河原駅 - 四谷新道 - 稲荷神社 - デュオヒルズ前 - 都営泉二丁目（朝夕のみ運行）
- 中03：中河原駅 → NEC正門 → 四谷六丁目 → 都営泉二丁目（平日朝1本のみ運行）

聖蹟桜ヶ丘駅・中河原駅と都営泉二丁目を府中市内の四谷地区経由で結ぶ。
2003年5月9日に桜03と中01を分割して新設されたが、いずれも本数が少ない。中02は朝夕のみ毎時2 - 3本の運行、中03は平日朝に都営泉二丁目方向1本のみ運行、桜08は土休日の聖蹟桜ヶ丘駅方向1本のみ運行される。
2013年10月13日に府中営業所に移管されたが、2018年4月16日に桜ヶ丘営業所に再移管された。
2019年11月16日、京王バス中央・桜ヶ丘営業所（当時）に移管され、2021年4月19日のダイヤ改正で急行便は廃止。同年11月16日のダイヤ改正で中河原駅方向の中03は廃止され、中03は平日朝に都営泉二丁目方向1本のみの運行になった｡
中河原駅ではその他に永80の平日朝に総合医療センター方向、永81の永山駅方向の路線も乗り入れる。

### 立川駅北口 - 日野橋 - 日野駅・高幡不動駅方面
- 立65：立川駅北口 - 錦町一丁目 - 日野橋交差点 - 日野橋南詰 - 四ッ谷立体東 - 日野駅 - 四ッ谷立体東 - 日野橋南詰 - 下田 - 万願寺グランド - 高幡橋 - 高幡不動駅
- 立66：立川駅北口 - 錦町一丁目 - 日野橋交差点 - 万願荘 - 四ッ谷立体東 - 日野駅

2023年4月現在、京王バスの現行路線では唯一、立川駅を発着する路線であるが、両系統ともそれぞれ土曜1往復ずつのみの運行で本数が非常に少ない。
かつては立63として、下田 - 高幡不動駅は日野市ミニバス市内路線と同経路で運行されていたが、2000年1月10日の多摩モノレール線開業と同時に経路変更して立64となった。
2012年4月1日に四ツ谷立体の完成に伴い、日野橋南詰 - 日野駅を往復する経路に変更して立65となった。
2019年1月28日のダイヤ改正で、立65は立川駅北口発は夜間の終バスの1日1本、逆に高幡不動駅発は早朝の始発1日1本に減便され、代わりに立川駅 - 日野駅間は立66が新設された。立65と異なり日野橋南詰停留所を通らず、いったん万願荘方面に南下した後、多摩モノレールに沿って北上するという経路になっている。東京都道256号八王子国立線を通り、日野橋を渡って、立川通りを経由、JR東日本の中央線や南武線の高架下をくぐり抜けて、緑川通りを経由して立川駅北口へ向かう。
2019年10月12日の令和元年東日本台風（台風19号）で日野橋₵が被災し通行止めとなったため、立65と立66の野球場前 - 立川駅北口間が運休となり、代わりに第四小学校経由の循環運行になっていた。
2019年11月16日、京王バス中央（当時）・桜ヶ丘営業所に移管された。
京王バス中央（当時）への移管後の2020年5月12日、日野橋が復旧し通行止めが解除されたため、翌5月13日より全線での運行した。
日野駅バス停では、日04および日05（八王子営業所）も同じバス停を発着する。
2023年4月1日のダイヤ改正で、両路線それぞれ土曜1往復ずつのみの運行に大幅に減便された。。

### 西府線
- 西府01：西府駅 → 富士見公園前→ 第七小学校入口 → せせらぎ公園 → 総合医療センター → 西国分寺駅
- 西府01：西国分寺駅 → 総合医療センター → 武蔵台文化センター西 → 横街道 → 第七小学校入口 → 富士見公園前 → 西府駅
- 永80：永山駅 → 中河原駅 → 西府駅 → 総合医療センター（平日朝1本のみ運行。記載バス停のみ停車）
- 永81：西国分寺駅 → 総合医療センター → 武蔵台文化センター西 → 横街道 → 第七小学校入口 → 富士見公園前 → 西府駅 → 中河原駅 → 永山駅（平日夕1本のみ運行。西府駅からは記載バス停のみ停車）

2009年3月14日の西府駅開業に伴い、翌日に開業した路線。
西国分寺駅方面と西府駅や永山駅方面では走行経路が一部異なり、西国分寺駅方面は富士見公園から府中七小通りを直進してせせらぎ公園を経由し、西府駅や永山駅方面は府中街道バイパス上の武蔵台文化センター西を経由する。西国分寺駅 - 総合医療センター間は府中営業所の西国01と共通の区間を走行する。 府中市立第七小学校入口付近の道が狭いため原則として中型車で運行されるが、稀に中型長尺車で運行される事もある。永81は永山駅に到着後は回送で営業所へ入庫される。
永80は総合医療センター方面では走行経路が大きく異なり、新府中街道を経由して総合医療センター方面へ運行される。
西国分寺駅の乗り場は南口ロータリーで、2箇所あるバス乗り場のうち、西国01（病院線、総合医療センター行き）・西府01（西府線、西府駅行き）・永81（西府線、永山駅行き）は4番バス停を使用する。
西国分寺駅にはこのほか、府中営業所（西国01・西国45）の路線が乗り入れる。
2013年10月13日に府中営業所へ移管されたが、2018年4月16日に桜ヶ丘営業所に再移管された。
2019年11月16日、京王バス中央（当時）・桜ヶ丘営業所に移管された。
2022年4月1日、永80系統の実証運行を開始。平日朝の総合医療センター方向1本のみ運行される。これにより、永80による京王相模原線永山駅・京王線中河原駅・JR南武線西府駅の3駅から総合医療センターへのアクセスが出来るようになった。
2023年4月3日、永81系統の実証運行を開始。永80系統と同様に平日夕方の永山駅方向1本のみ運行される。これにより、永81によるJR中央線・JR武蔵野線西国分寺駅から京王相模原線永山駅へのアクセスが出来るようになる。西国分寺駅から西府駅は西府01と共通の区間を走行して、西府駅から永山駅は永80と共通の区間を走行する。
2023年現在の西府線は西府01（本数少）のほか、永80（平日朝1本のみ）や永81（平日夕1本のみ）の路線も加わり3路線となったがダイヤ改正の度に西府01系統は減便が進んでいる。
2025年になって府中市によると府中市地域公共交通ネットワーク再編計画がありその中でこれら3系統は維持困難路線と指定されておりちゅうバスの再編が進むと廃止される可能性が出てきている。

#### 総合医療センター
- 東京都立多摩総合医療センター（旧：東京都立府中病院）と、東京都立小児総合医療センター、東京都立神経病院が併設されている。
- 京王バスの旅客案内（行先表示・車内放送）では、これらの総称として「総合医療センター・府中メディカルプラザ」と案内・表記される。
- 総合医療センター構内には広いロータリーが設置され、バス乗り場と冷暖房完備のバス待合所、タクシー乗り場、来院者用の一般車駐車場を備える。
- 京王バスの路線の結節点となっており、府中営業所の国03・府21、西国01、寺85、桜ヶ丘営業所の西府01（本数少）・永80、永81が乗り入れ、鉄道各駅とを結んでいる。
- 総合医療センターの一つ手前の、東京都立武蔵台学園（旧：東京都立武蔵台特別支援学校）最寄りの「武蔵台学園」停留所は、経由する全系統で総合医療センター方向は降車専用となり乗車できない。

### 二丁目線
- 桜91：聖蹟桜ヶ丘駅 - 浄水場前 - 桜ヶ丘二丁目
- 桜92：聖蹟桜ヶ丘駅 - 浄水場前 - 桜ヶ丘二丁目 - 消防署前 - 永山駅

聖蹟桜ヶ丘駅からいろは坂を経由して、京王帝都電鉄（当時）が開発した桜ヶ丘2丁目の桜ヶ丘住宅地を結ぶ短距離路線。
桜92は、2012年9月23日に桜91系統を永山駅まで延伸して運行開始。京王バス・桜ヶ丘営業所で唯一の京王線と京王相模原線の駅へ結ぶ路線である。現在は日中は桜92に統一されており、桜91は朝と夕方以降の運行である。15時 - 19時台は桜91・92の交互運行となる。
桜92の「東寺方三丁目」は、聖蹟桜ヶ丘駅方面の停留所が未設置のため、永山駅方向のみ停車する。京王電鉄バス・桜ヶ丘営業所の桜72・桜73も同じく停車する。
2014年（平成26年）10月5日に多摩営業所に移管され、京王電鉄バスからの受託運行路線になっていたが、2019年4月1日に桜ヶ丘営業所に再移管された。かつての桜91は桜ヶ丘二丁目から先、桜ヶ丘車庫行きの入庫便が休日の1便のみあったが、2014年10月5日の多摩営業所移管時に廃止され、代わりに桜93系統の聖蹟桜ヶ丘駅発「東寺方三丁目行き」が最終便1便に設定された（平日は深夜バス）。しかし桜ヶ丘営業所に再移管されたことで桜93は存在意義がなくなり廃止された。
2019年11月16日、京王バス中央・桜ヶ丘営業所（当時）に移管された。
それに京王バス・桜ヶ丘営業所での永山駅の路線は桜91・桜92だけでなく、西府線の永80もある。

## 廃止・移管路線

### 廃止路線
- 桜04：聖蹟桜ヶ丘駅 - 多摩市民プール

夏季運行の季節運行だったが、2001年に廃止された。
- 桜82：聖蹟桜ヶ丘駅 - 一の宮 - 和田 - 帝京大学入口 - 帝京大学折返場

桜87に代替廃止。帝京大学折返場は大学入口 - 堰場間にあり、折返便以外停車しなかった。
- 桜01：連光寺 - 東部地蔵前 - 記念館前 - 桜ヶ丘カントリークラブ - 連光寺坂 - 対鴎荘前 - 聖蹟桜ヶ丘駅

2016年1月3日廃止。始発地を東部団地に、系統番号を桜06に変更して運行。
- 国50：国立駅 - 府中病院 - 国分寺駅]南口 - 小平団地

現在は寺85（府中営業所）などに分割されている。
- 桜03：聖蹟桜ヶ丘駅 - 中河原駅 - NEC正門 - 四谷六丁目 - 都営泉二丁目 - 四谷六丁目 - 稲荷神社 - 中河原駅 - 聖蹟桜ヶ丘駅（四谷循環）

2003年5月9日に廃止され、桜08・09に分割された。廃止同日に代替で分53が新設。現在このルートの一部を、府中市コミュニティバス「ちゅうバス」南町・四谷循環が通っている。
- 桜09：都営泉二丁目 → 四谷六丁目 → 日新小学校 → NEC正門 → 中河原駅 → 聖蹟桜ヶ丘駅

2003年5月9日廃止の桜03（四谷循環）から分割。平日に聖蹟桜ヶ丘駅方面が1便のみ運行されていた。廃止時期不明。なお桜08（聖蹟桜ヶ丘駅 - 中河原駅 - 都営泉二丁目）は土休日に聖蹟桜ヶ丘駅方向が1便のみ運行されている。
- 中01：中河原駅 - NEC正門 - 四谷六丁目 - 都営泉二丁目 - 四谷六丁目 - 稲荷神社 - 中河原駅（四谷循環）

2003年5月9日に廃止され、中02・03に分割。午前はNEC先回り、午後は稲荷神社先回りで運行されていた。廃止同日に代替で分53が新設。現在このルートの一部を、府中市コミュニティバス「ちゅうバス」南町・四谷循環が通っている。
- （急行）：分倍河原駅 -（直通）- NEC正門

NEC府中事業場の通勤輸送として運行していたが、西府駅開業（2009年）により需要が減ったため廃止2018～2020年に廃止
- 高12：高幡不動駅 - 下程久保 - 多摩動物公園駅 - 上程久保 - 多摩テック
- 動22：多摩動物公園駅 - 上程久保 - 多摩テック

多摩テックが2009年9月30日付けで閉園、これに伴い同年9月27日廃止。
- 立64：立川駅北口 - 立川市役所 - 日野橋交差点 - 日野橋南詰 - 下田 - 万願寺グランド - 高幡橋 - 高幡不動駅

2012年3月31日廃止。立65に代替。
- 桜91：聖蹟桜ヶ丘駅 → 浄水場前 → 桜ヶ丘二丁目 → 総合体育館 → 一の宮 → 桜ヶ丘車庫

2014年10月5日に、桜91・桜92が多摩営業所に移管されたため廃止。入庫便で休日1本のみの運行だった。
- 高33：高幡不動駅 - 万願寺駅 - 税務署 - 神明坂下 - 消防署 - 日野駅

高33は2012年9月23日に新設され、1日に1往復だけ運行されていたが、2016年3月28日廃止。
- 立66：日野駅 - 四ッ谷立体東 - 第四小学校 - 万願荘 - 四ッ谷立体東 - 日野駅

2019年の令和元年東日本台風（台風19号）の影響で日野橋が通行止めとなっていたため迂回運行されていたが、2020年5月13日に日野橋復旧に伴い運行を終了した。
- 日02（初代）：日野駅 - 日野本町 - 日野市役所 - 泉塚 - 浄水場前 - 豊田駅

大型車での運行となっていたが､日野市ミニバスの運行開始により1990年頃に廃止｡
- 急行：中河原駅 →（直通）→ NEC正門

2021年4月19日のダイヤ改正で廃止された。
- 分53：日野駅 → 日野本町 → エプソン前 → 税務署前 → 万願寺駅 → 都営泉二丁目 → 四谷六丁目 → NEC正門 → 分倍河原駅
- 分54：都営泉二丁目 → 四谷六丁目 → NEC正門 → 分倍河原駅

石田大橋の開通に伴い、2003年5月9日に新設された。「都営泉二丁目」は国立市泉2丁目にある都営団地で、立川バスでは「国立泉団地」の停留所名を使用しているが、場所は同一である。
当初は日中20分間隔だったが、ダイヤ改正の度に減便し、末期は分53が平日の日野駅発片道1便のみ、分54が土休日の都営泉二丁目発片道1便のみ運行されていたが、2023年3月31日限りで廃止された。
- 国18：公会堂前（日新町）→ 稲荷神社 → 府中四谷橋北 → 一の宮ストア → 聖蹟桜ヶ丘駅（平日朝1本のみ運行）

2024年7月29日のダイヤ改正により廃止された。
- 高34：高幡不動駅 → 税務署前 → 高幡不動駅（直行）

日野税務署までの直行便。桜ヶ丘営業所管内では最後の季節運行路線だった。確定申告の時期に合わせ、2022年から2024年まで2月16日から3月15日の平日に30分間隔で運行していたが、2025年は運行されていない。
高幡不動駅から京王線をくぐり万願寺駅で左折し日野バイパスに入り税務署に行く帰りは川崎街道手前で左折、高幡橋を渡る。
直行便とされていて行先も変わるが実際は循環形式の路線。

### 移管路線
- 桜06：聖蹟桜ヶ丘駅 - 対鴎荘前 - 連光寺坂 - 桜ヶ丘カントリークラブ - 記念館前 - 聖ヶ丘団地 - 多摩大学 - 陸上競技場入口 - 桜ヶ丘公園西口（多摩桜の丘学園） - 永山駅
- 桜06：東部団地 → 記念館前 → 桜ヶ丘カントリークラブ → 連光寺坂 → 対鴎荘前 → 聖蹟桜ヶ丘駅（早朝のみ）
- 桜07：聖蹟桜ヶ丘駅 - 対鴎荘前 - 連光寺坂 - 桜ヶ丘カントリークラブ - 記念館前 - 東部地蔵前 - 連光寺 - 稲城台病院入口 - 多摩東公園 - 永山駅
- 永34：永山駅 - 桜ヶ丘公園西口（多摩桜の丘学園） - 陸上競技場入口 - 多摩大学 - 聖ヶ丘団地

聖蹟桜ヶ丘駅と永山駅を、多摩ニュータウン聖ヶ丘団地経由で結ぶ。聖ヶ丘地区の住宅地へのアクセスと多摩大学への通学路線である。桜06が中心で、日中は毎時3 - 4本程度の運行。連光寺交差点で右折し、神奈川県道・東京都道137号上麻生連光寺線と離れ、聖ヶ丘地区の住宅地内をUの字を描くように回って永山駅へ至る。東部団地始発は2016年1月3日に廃止となった桜01の代替路線。早朝の出庫便で平日7本、土休日に3本の運行である。永34は桜06の区間便で、主に朝と夜に数本程度運行される。
桜07は2003年に新設された。聖蹟桜ヶ丘駅から川崎街道を通り、連光寺坂上交差点で右折し、さらに神奈川県道・東京都道137号上麻生連光寺線を通って、多摩東公園を経由して永山駅へ至る。1日1往復のみ運行される。2017年4月1日以降は、多摩営業所との共管となっていたが2024年7月29日のダイヤ改正で多摩営業所単独に戻された。
- 桜65：聖蹟桜ヶ丘駅 - 熊野橋 - 聖ヶ丘病院 - ひじり坂 - 永山駅

聖蹟桜ヶ丘駅と永山駅を聖ヶ丘病院経由で結ぶ。こちらは都道18号を南下し熊野神社の先を左折し、聖ヶ丘病院を経由し永山駅へ向かう。病院へのアクセス路線であり、運行は7時台から20時台までである。2024年10月15日に京王バス多摩営業所に移管された。

#### 共同運行路線など
- 302：新宿駅西口 - 笹塚 - 代田橋 - 下高井戸 - 桜上水 - 千歳烏山 - 調布 - 飛田給 - 東府中 - 立川温泉（現・日野橋交差点）- 立川駅北口 - 立川温泉 - 日野駅 - 日野自動車 - 大和田坂上 - 明神町 -八王子駅北口（都営バス八王子支所と共同運行）

1949年12月25日、都営バス八王子支所の開業と同時に、都営と京王帝都電鉄（当時）の共同運行で運行開始。
1972年4月30日をもって新宿駅 - 立川駅間を廃止。立川駅 - 八王子駅に短縮、立川駅 - 日野駅の区間便も設定、系統番号も302 → 立73に変更。京王帝都電鉄のみ立川駅北口 ｰ 府中本町の区間を立川駅北口 ｰ 京王府中駅前へ変更の上、立62系統として運行継続。一部は立川駅北口 - 矢川駅の立61系統として府中営業所が運行をしていたが、これも2006年1月29日限りで廃止されている。
- 立73：立川駅北口 - 錦町一丁目 - 日野橋交差点 - 日野橋南詰 - 日野警察署 - 日野駅

1985年12月15日をもって都営が撤退、京王の単独運行となる。系統番号を引き継ぎ、立川駅北口 - 日野駅間で運行を継続していた。末期は休日1往復のみの運行だった。
2015年3月29日限りで廃止。

## 車両
2022年現在、敷地内に併設されている京王バス桜ヶ丘営業所を含めて、国産3メーカーを採用している。2019年以降は、京王バス中央→京王バスの営業所が併設されたのに伴い、新車を含めて京王バスカラーの車両が増えている。
1994年度までは、三菱自動車工業（現：三菱ふそうトラック・バス）製車両を導入しており、かつては、3扉の車輌も在籍していた。また、前乗り後ろ降りが主体となっていた。
1995年からは京王バスの他の営業所と同様に、バリアフリーの一環でワンステップバスの日産ディーゼル・スペースランナーJPを導入を開始した。その後は1999年 - 2005年と、2008年にかけて日産ディーゼル製ノンステップバスが導入された。この他、日産ディーゼル・スペースランナーRMのノンステップバスを2003年に導入したが、永福町営業所・府中営業所に転属後、全車除籍されている。

小型車は、1986年の日野市ミニバス運行開始時に、専用車として日野・レインボーRBを導入した。日野市ミニバスではその後、1996年から1998年にかけては日産ディーゼル・RN、2001年からは日野・リエッセを導入した。2009年からは日野・ポンチョ（2代目・2ドアロングボディ）の導入が開始され、経年車を置き換えた。2024年3月現在、小型車は全て日野･ポンチョで揃えられている。
中型車は日野・レインボーIIが在籍している。2022年現在、電鉄籍とバス籍の双方で京王電鉄カラーと京王バスカラーの車両が在籍しており、電鉄籍の車両は日野市ミニバスの一部路線で使用されることもある。
2011年には、京王バスグループ内の組織改編に伴い、京王電鉄バス多摩営業所（現・京王バス多摩営業所）より三菱ふそう・エアロミディMKが転属しており、三菱ふそう車の配置が復活している。
2013年には、日野・ブルーリボンIIが導入され、大型車としては初の日野車となった。また、「京王の電車・バス100周年」記念復刻塗装第1弾として三菱ふそう・エアロスター（S31309）が導入され、三菱ふそう製の大型車としては19年ぶりの配置となった。その後、2015年には記念復刻塗装バス第2弾として、日野・ブルーリボンII（S21519）が導入されたが、「京王の電車・バス100周年」記念復刻塗装バスは2台とも京王バス中央（当時）の営業所が開所された際にバス籍に転属となった。また、一部の日野・ブルーリボンIIもバス籍に転属となっている。
2014年には、いすゞ・エルガがハイブリッド車で1台導入（S11402）されたが、同車は2022年8月に除籍となった。また、2017年 - 2018年・2022年にはLV290系が導入された。2022年には初の京王バスカラーで（S12229）が1台導入された。なお、桜ヶ丘営業所のいすゞ車は、全て高尾営業所へ転属している。
先述の通り、2019年11月に京王バス中央（当時）の営業所が併設されたのに伴い、新車を含めて京王バスカラーの車両が増えている。2019年以降に導入された三菱ふそう製エアロスター（MP38）は、従来の京王電鉄カラーではなく、京王バスカラーで導入されている。2019年より、日野車ではブルーリボンハイブリッド（HL系）が導入されているが、こちらは全て京王バスカラーとなっている。
2020年12月よりバス籍に桜ヶ丘団地方面のミニバス「nearくる」用として、専用車両のマイクロバスとしてトヨタ・ハイエース（S72093）（S72094）が納車され、聖蹟桜ヶ丘駅 - 桜ヶ丘団地 間の実証運行を行ったが、2021年12月に調布営業所へ2台とも転属された。
2021年5月頃に、府中営業所より日野・レインボーⅡのS21031、及び日産ディーゼル・スペースランナーUAのS40527が貸出となり、バス籍にスペースランナーUAの配置は初めてとなる（電鉄籍では、それ以前にS40521の1台が在籍していたが、2020年8月に除籍された）。府中営業所での乗務員欠員に伴い、国17「府中駅 - 国立駅」間の代走を行っていた。その後、府中営業所に返却された。
かつての主力であった、1999年 - 2005年にかけて導入された日産ディーゼル・スペースランナーJP（KL-JP252NAN改）は、2023年8月をもって消滅した。また、2008年導入の日産ディーゼル・スペースランナーJP（PDG-JP820NAN）も、S40813がエンジン故障により廃車され、多摩営業所より転属したトヨタ「SORA」S22202へ置き換えられた。現在は京王バスカラーでS40801・S40803・S40806の3台（いずれも中野営業所より転属）がバス籍に、京王電鉄カラーでS40814・S40815の2台（いずれも桜ヶ丘営業所に新製配置）が電鉄籍に配置されている。
しかし2024年にS40806は京王電鉄バス籍に移籍した。

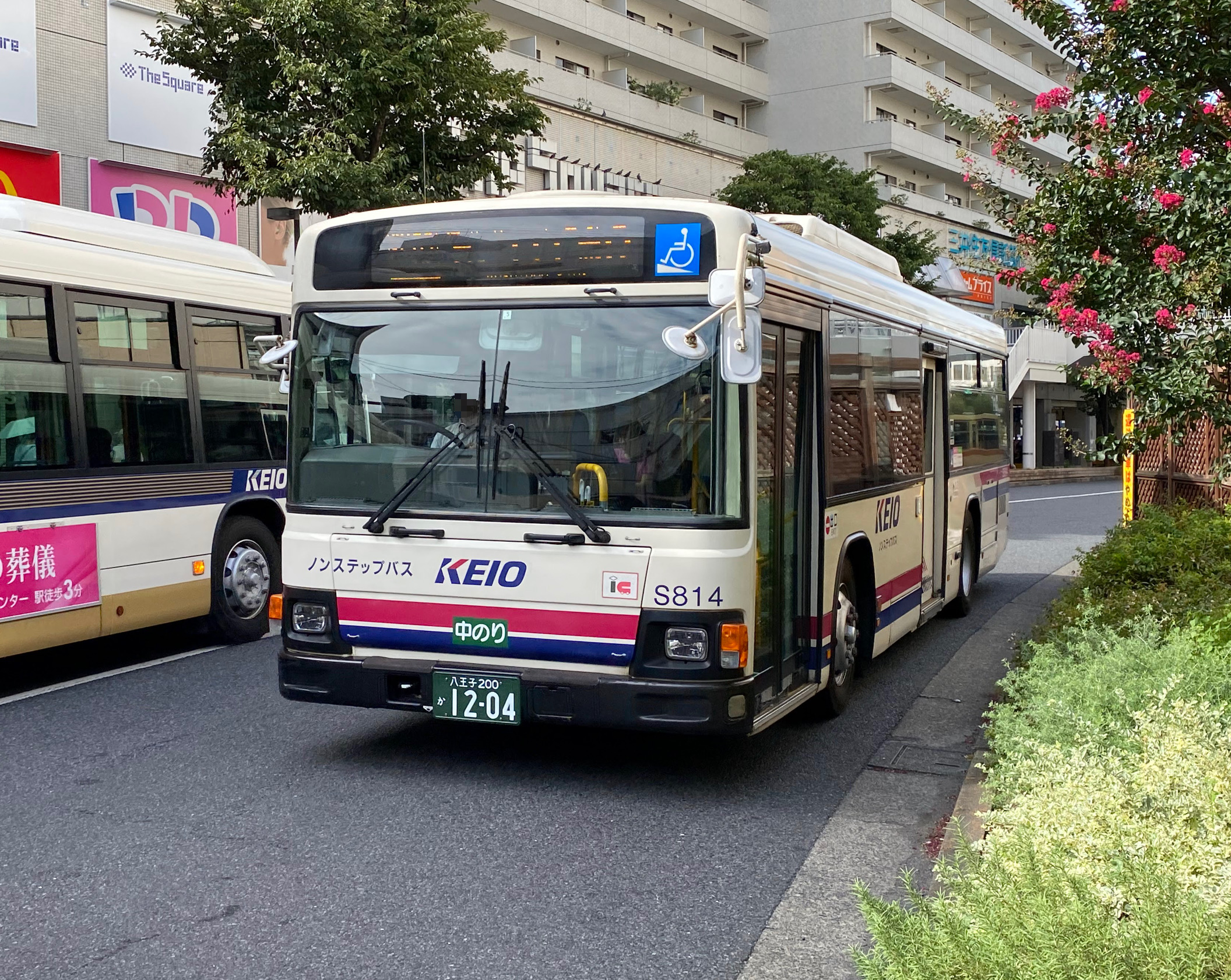
日野・ブルーリボン　PKG系（S20814）バス籍
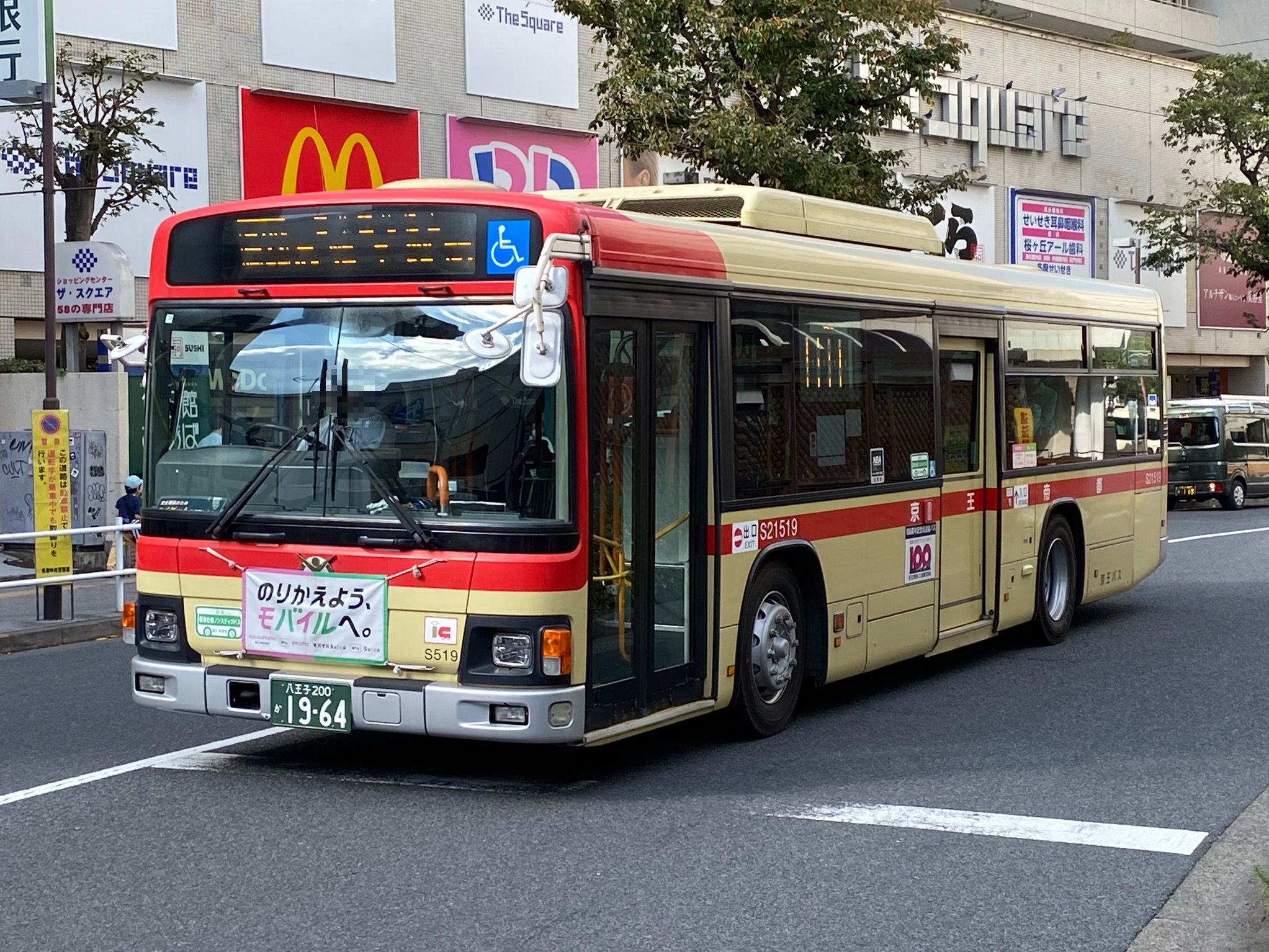
京王の電車・バス100周年記念塗装車　日野・ブルーリボン　QKG系（S21519）バス籍
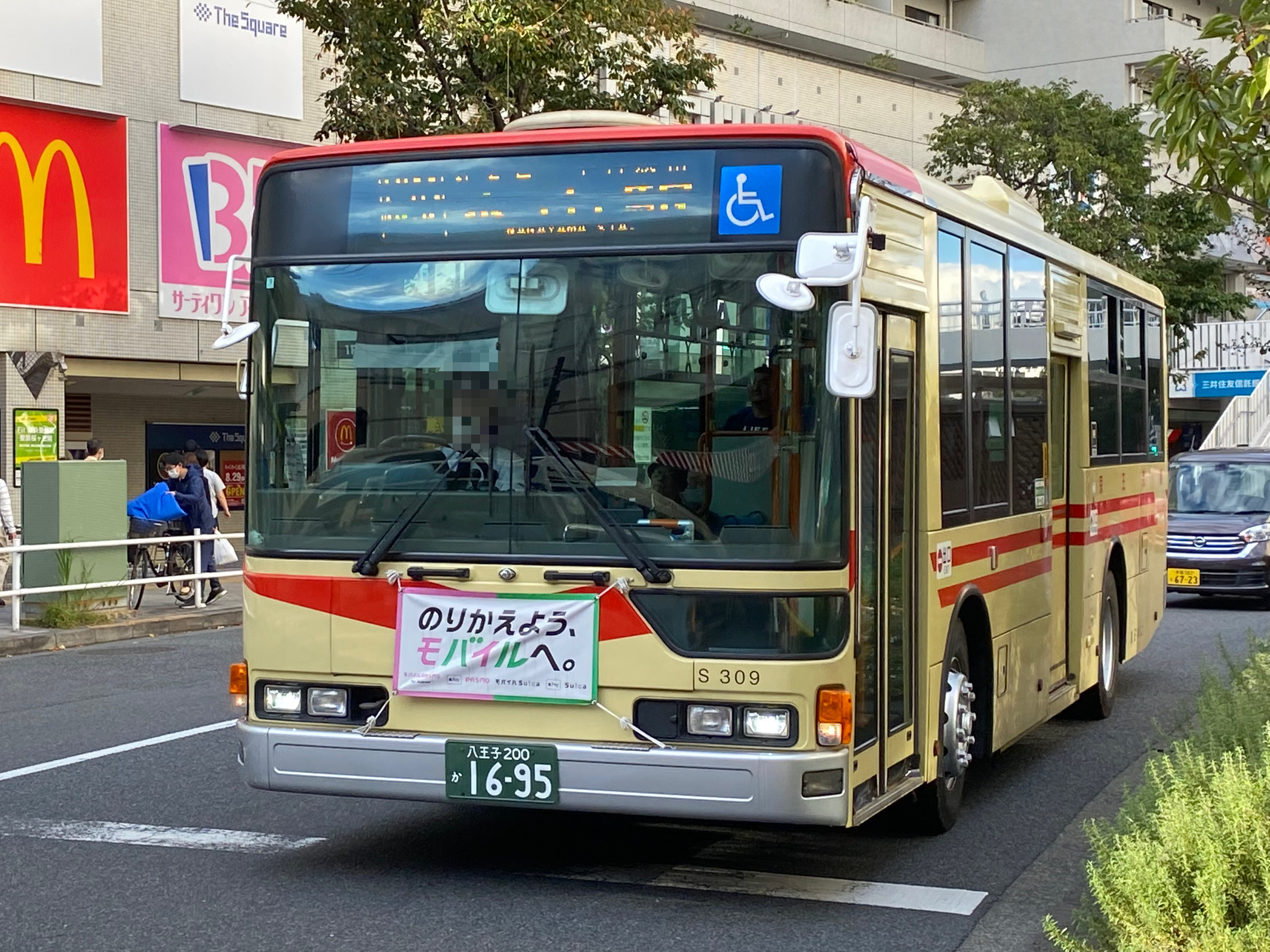
京王の電車・バス100周年記念塗装車　三菱ふそう・エアロスター MP37（S31309）バス籍
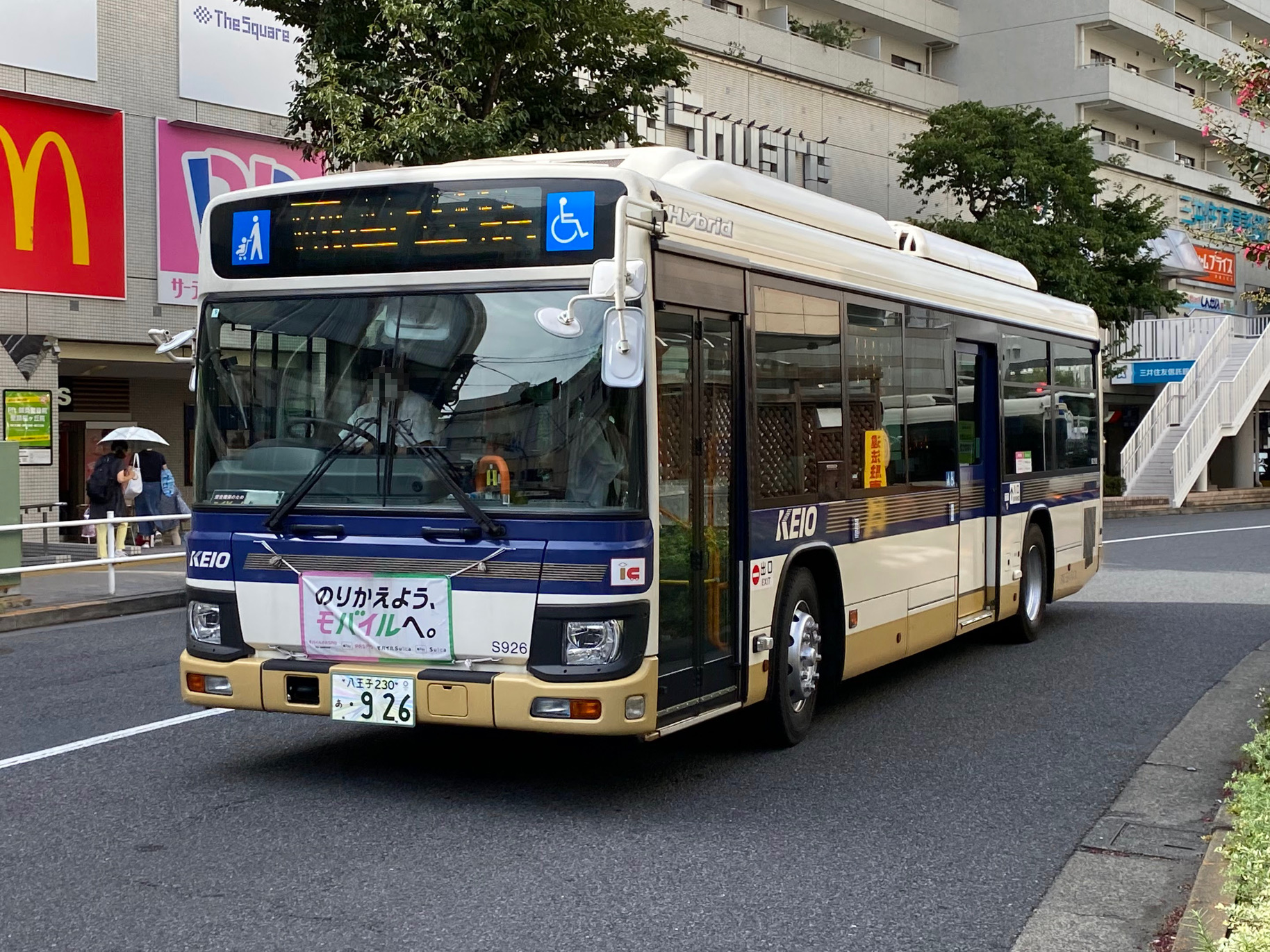
日野・ブルーリボンハイブリッド（S21926）バス籍
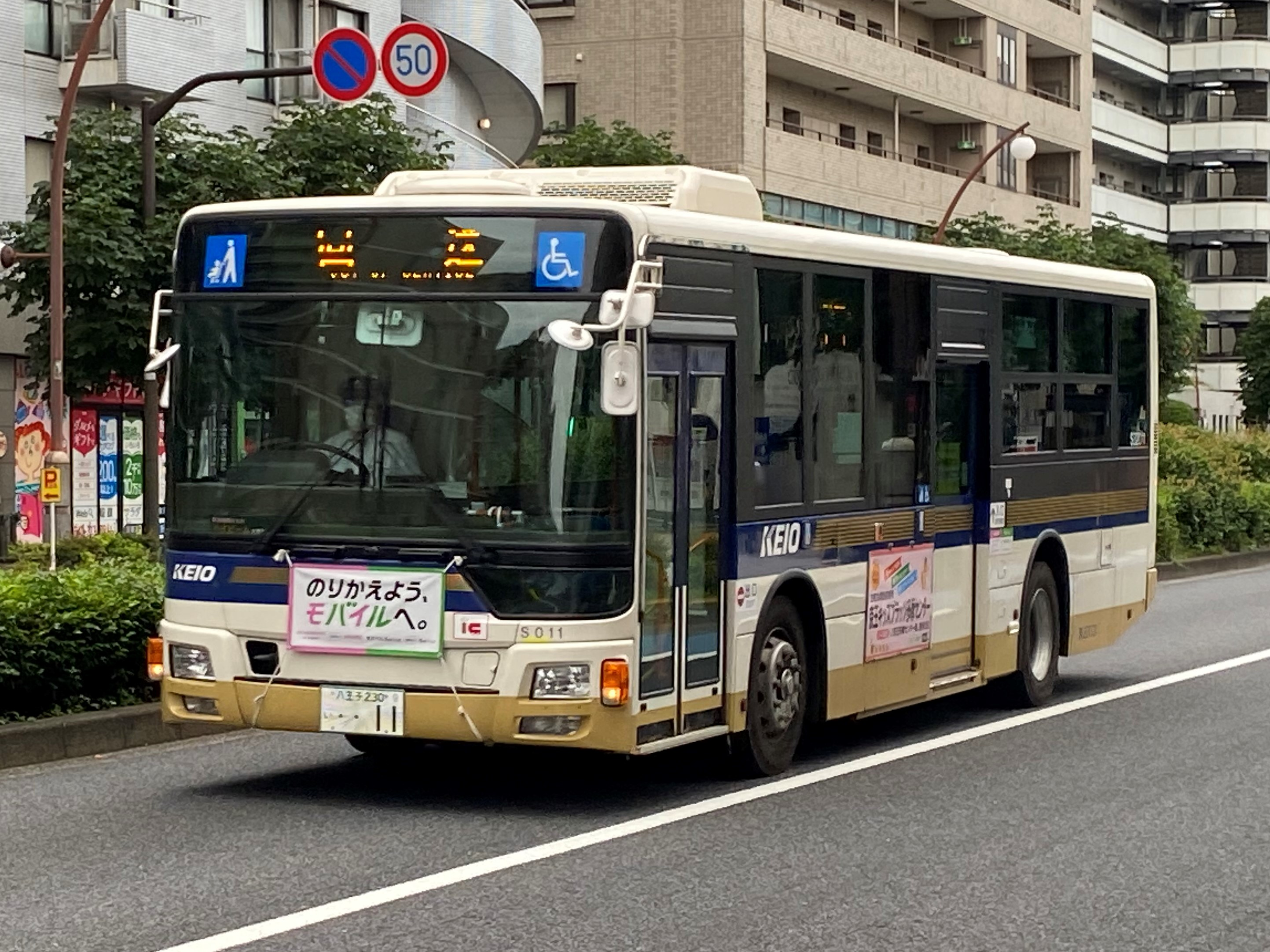
三菱ふそう・エアロスター MP38　京王バスカラー（S32011）バス籍
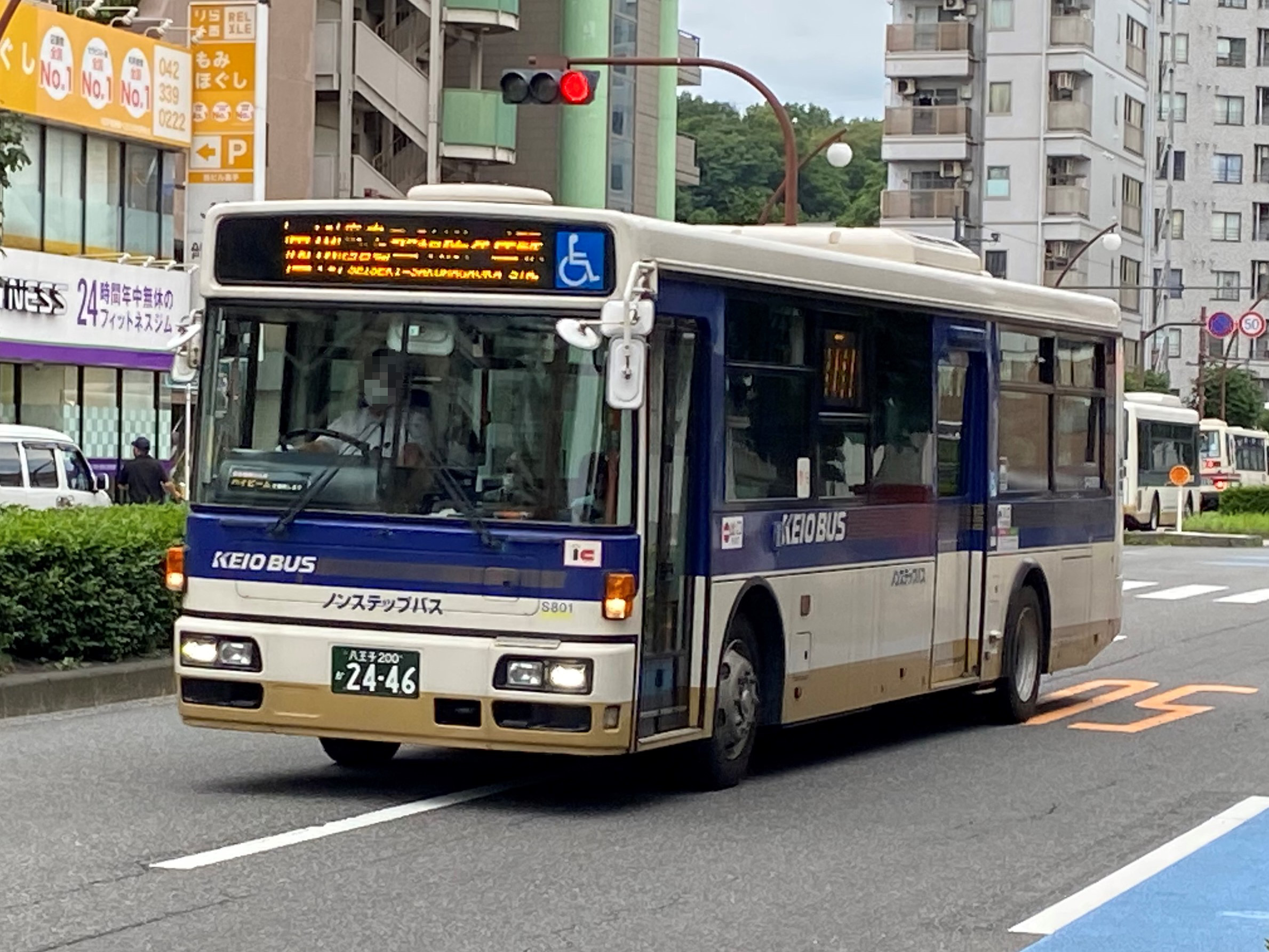
日産ディーゼル・スペースランナーJP PDG系　京王バスカラー（S40801）バス籍
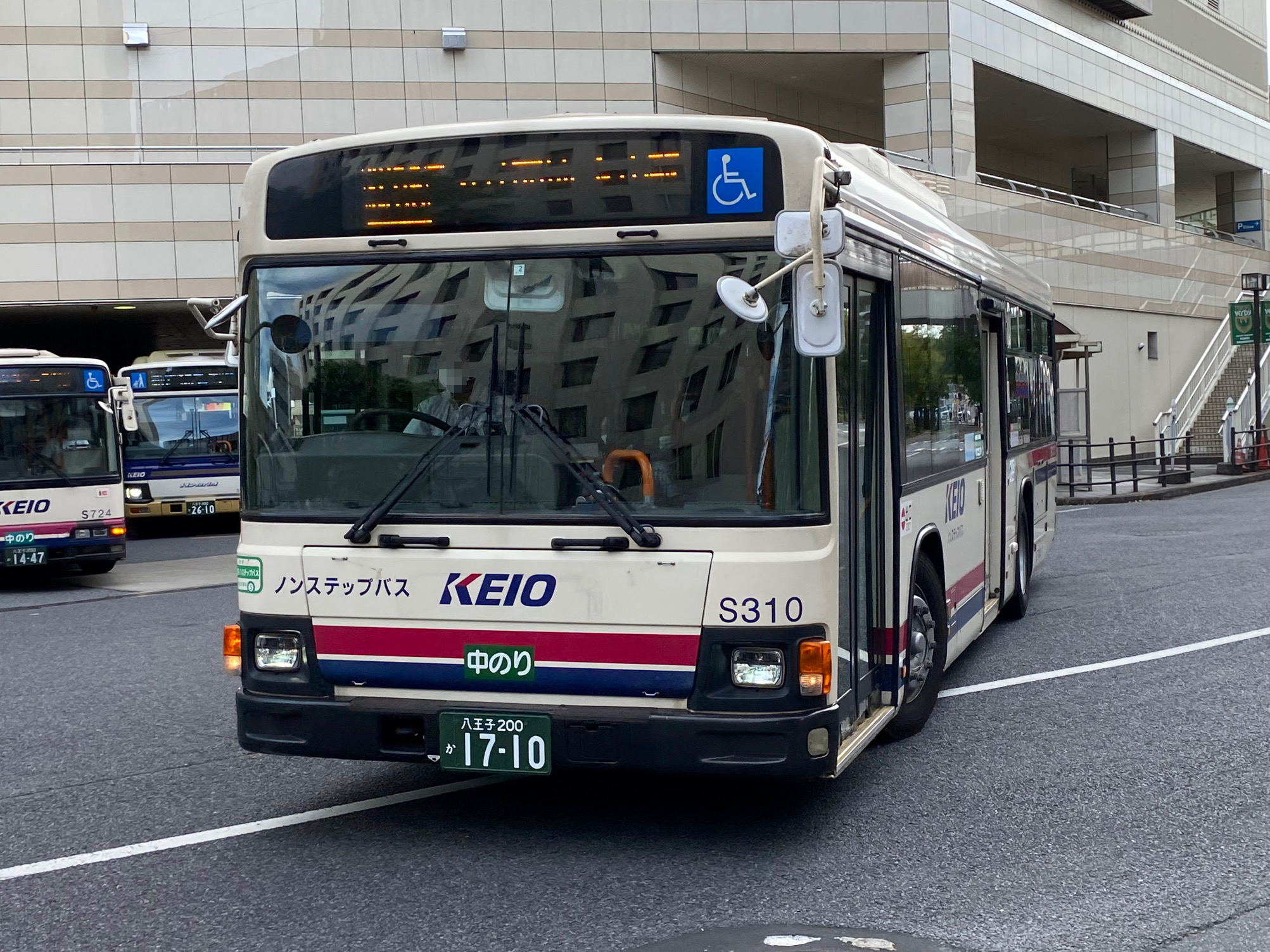
日野・ブルーリボン　QKG系（S21310）電鉄籍
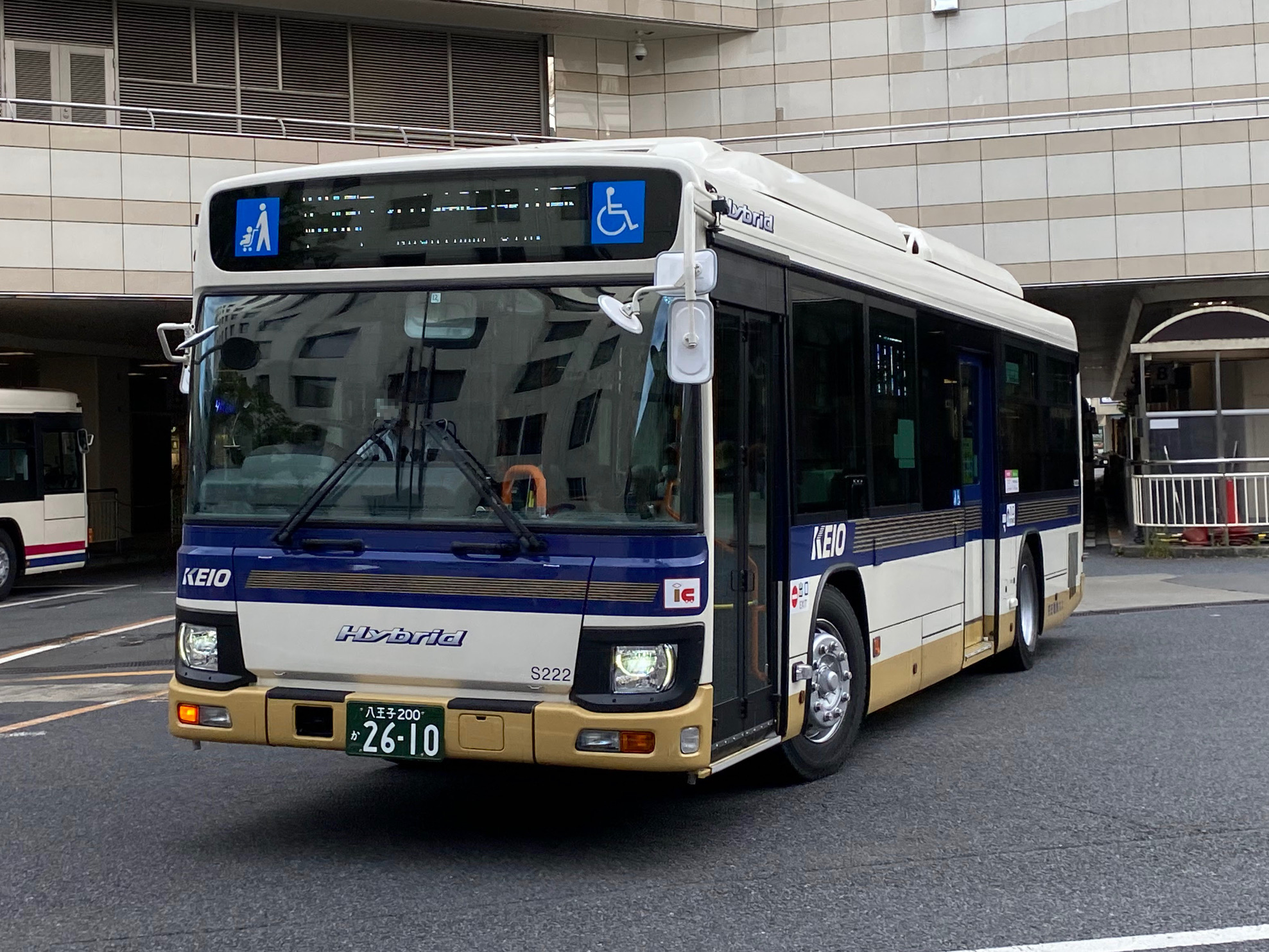
日野・ブルーリボンハイブリッド（S22222）電鉄籍
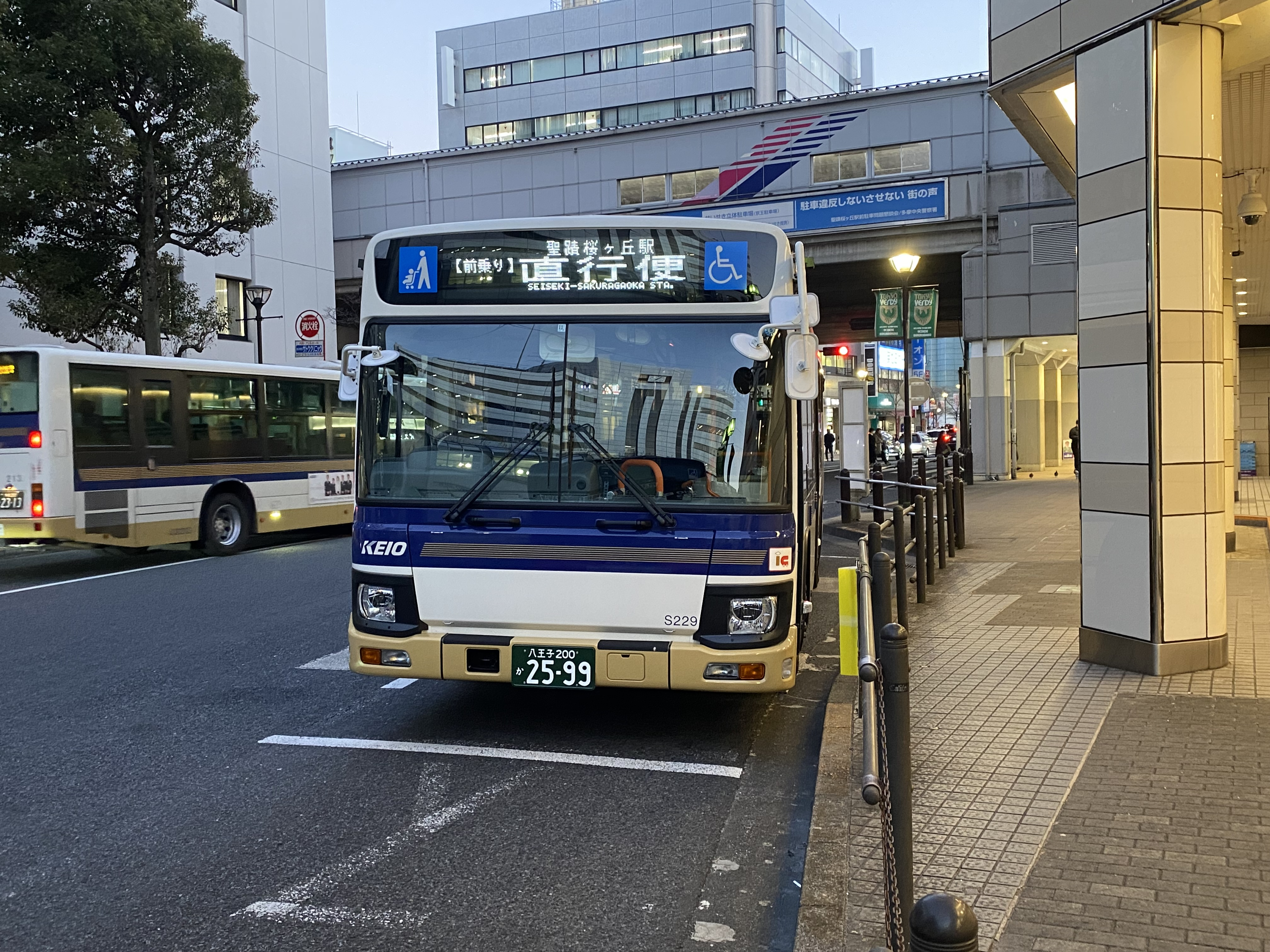
いすゞ・エルガ（S12229）電鉄籍　※高尾営業所へ転属済
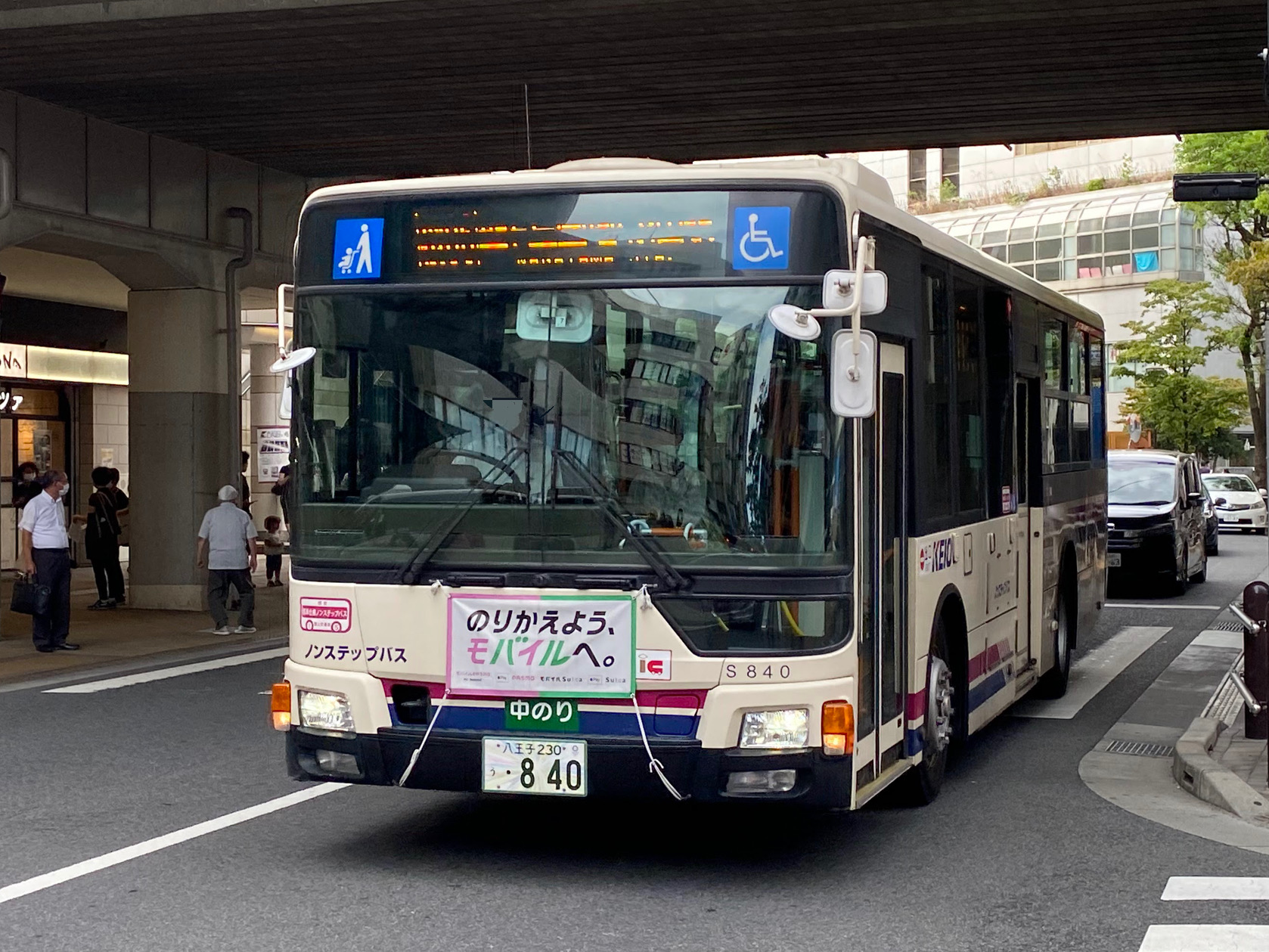
三菱ふそう・エアロスター MP38　京王電鉄カラー（S31840）電鉄籍
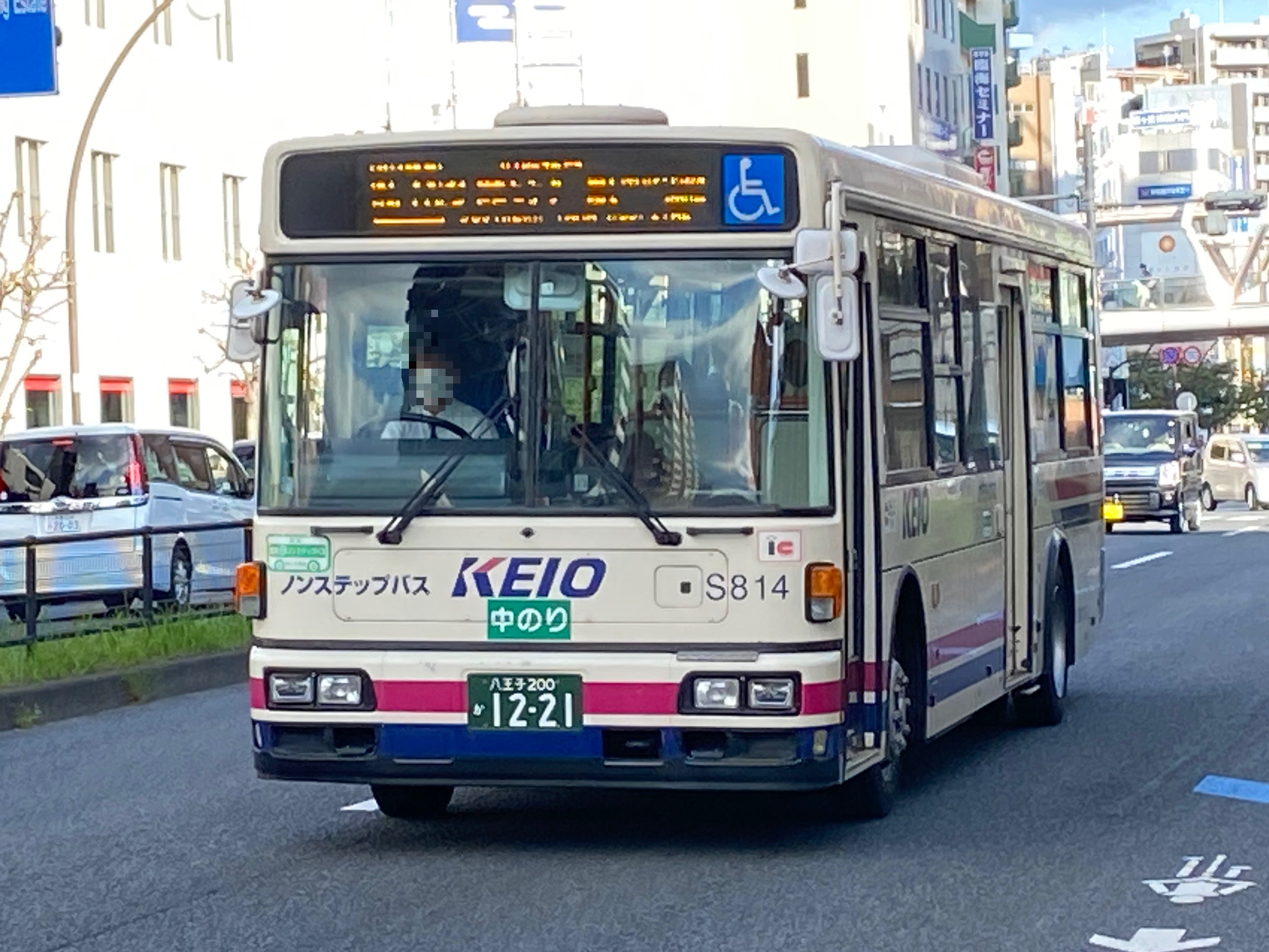
日産ディーゼル・スペースランナーJP PDG系　京王電鉄カラー（S40814）電鉄籍
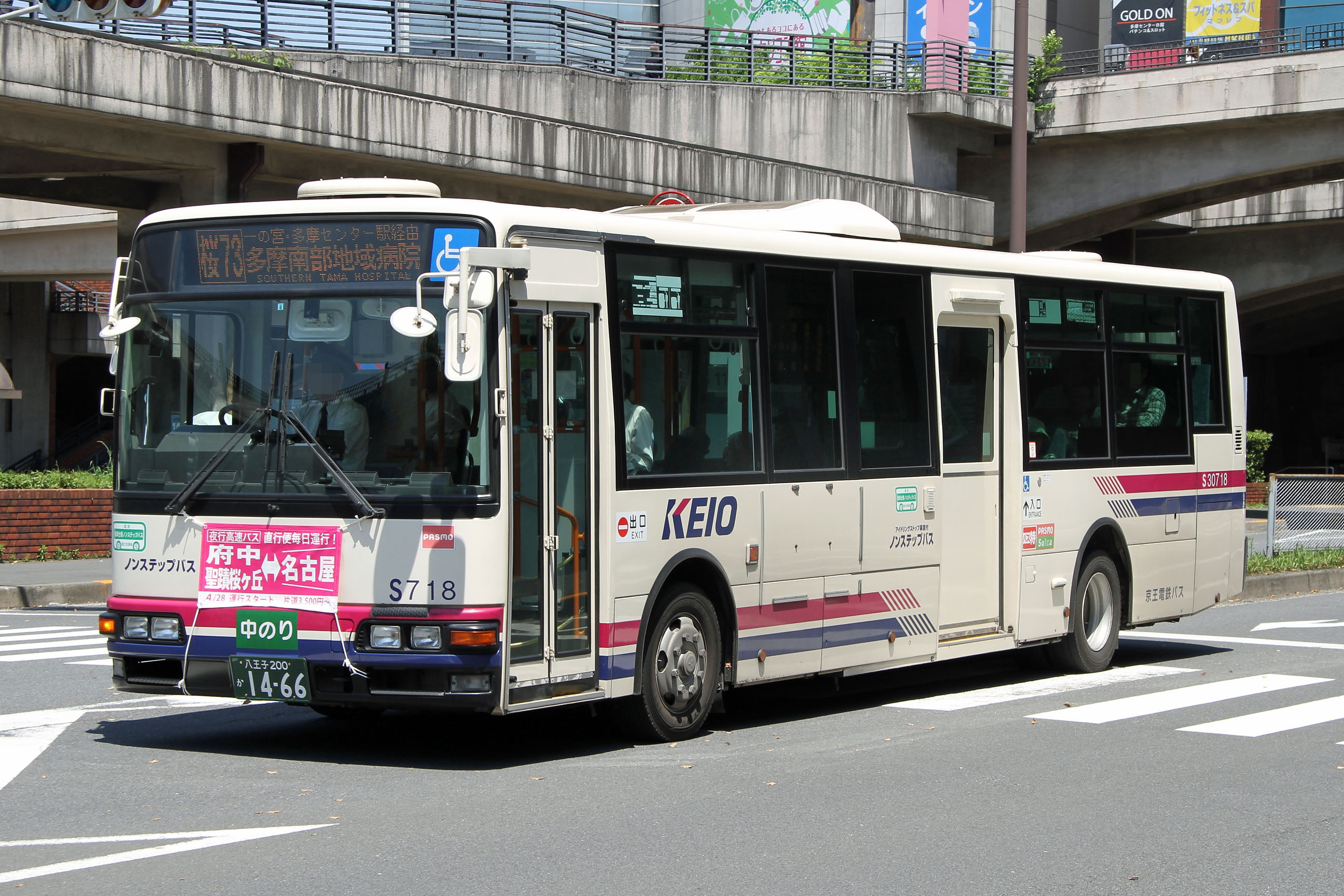
三菱ふそう・エアロミディMK（S30718）電鉄籍
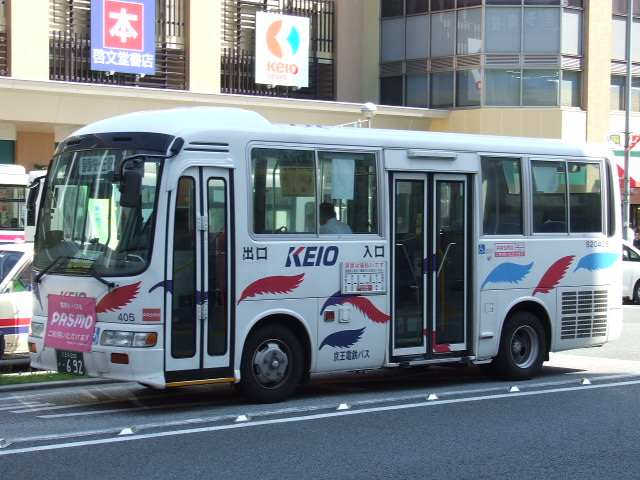
日野・リエッセ（S20405、除籍済）